# Синяя зубатка
Синяя зубатка(лат. Anarhichas denticulatus) — морская рыба семейства зубатковых (Anarhichadidae) отряда скорпенообразных.

## Описание
Максимальная длина тела 180 см, а масса — 20 кг.
Тело удлинённое, но более высокое, чем у других представителей Anarhichas, сужается к хвостовому стеблю, покрыто мелкой циклоидной чешуёй. Голова массивная, с закруглённым рылом.
Заострённые зубы расположены в несколько рядов на челюстях, нёбе и сошнике. В отличие от других видов данного рода, у синей зубатки сошниковый ряд зубов короче нёбных рядов.
Длинный спинной плавник с 76—81 мягкими неветвистыми лучами.
Анальный плавник с 46—50 мягкими лучами, в 2 раза короче спинного. Хвостовой плавник закруглённый или усечённый, не сливается со спинным и анальным плавниками. Грудные плавники небольшие с 19—22 лучами и закруглёнными краями. Брюшных плавников нет. Позвонков 78—82. Две боковые линии, доходят до начала анального плавника.

## Распространение
Распространены в северной части Атлантического океана и в Северном Ледовитом океане. Встречаются в Северном, Норвежском и Баренцевом морях; в водах, омывающих Гренландию, Шпицберген, Лабрадор, Ньюфаундленд, Новую Землю; у побережья Новой Шотландии и острова Сейбл.

## Биология
Морские бентопелагические рыбы. Обитают как в толще воды, так и на грунте на глубинах до 1700 м; обычны на глубинах 100-900 м.
Основу рациона составляют гребневики, медузы, иглокожие, моллюски, ракообразные и рыбы.
Достигают половой зрелости в возрасте 5 лет при длине тела 80 см. Нерест с апреля по октябрь. Плодовитость 23,5—28,4 тысяч икринок. Икра крупная, диаметром 6—7 мм. Кладку охраняет самец.